# وستمال

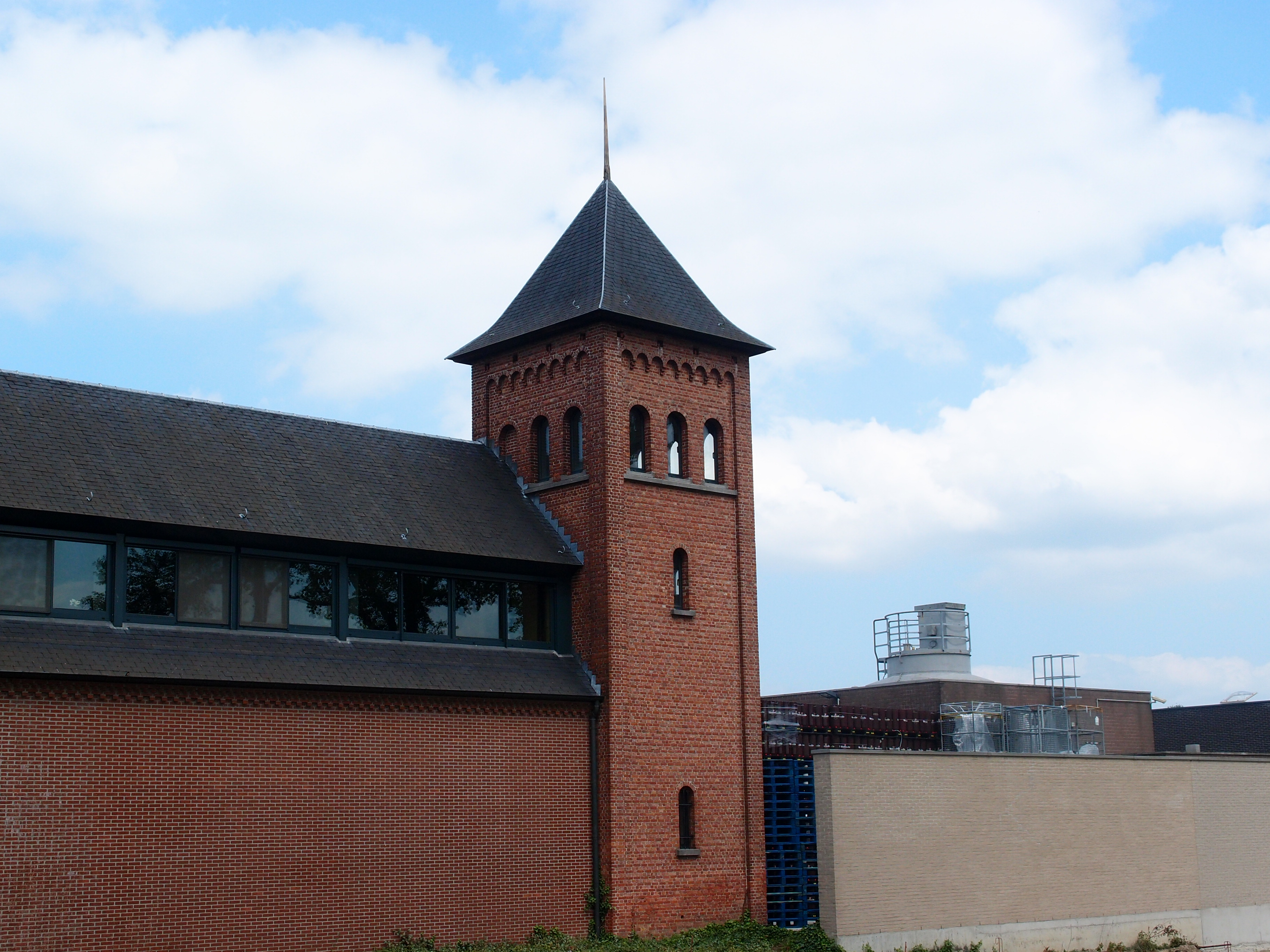
وستمال

وستمال (انگلیسی: Westmalle) شرکت نوشیدنی بلژیکی است، که در سال ۱۸۳۶ تأسیس شد.